# هامبدين (ماساتشوستس)
هامبدين، مدينة تقع في مقاطعة هامبدن (ماساتشوستس)، ماساتشوستس، الولايات المتحدة. بلغ تعداد سكانها حوالي 5139 نسمة حسب إحصاء 2010. وتعد جزءاً من سبرينغفيلد (ماساتشوستس). سميت هذه المدينة على اسم جون هامبدين وهو وطني إنجليزي.
ثمة تجمعين في هامبدين، الأول هو المركز (أو القرية)، حيث تقع دار البلدية ودائرة الإطفاء ودائرة الشرطة ودائرة الصيانة وغيرها من المرافق العامة والأعمال، والثاني هو "الجانب الغربي"، حيث تقع مارت فيليج وبنك مونسون للتوفير والمشاتل والمزارع ومطعم ومحطة وقود وغيرها من الأعمال.

## أعلام
- ثورنتون بورغيس
- ويليام د. غرين
- دانيال جي. سوليفان

## روابط خارجية
- بلدة هامبدين

‌